# بوي فريند (أغنية جاستن بيبر)
«بوي فريند» هي أغنية من قبل فنان التسجيل الكندي جاستن بيبر، مأخودة من ألبوم الاستوديو الثالث بيليف (2012). أوضح بيبر أن الأغنية ستكون مفاجأة للناس بطرق مختلفة، بما أنها تشكل إنحرافا موسيقيا من مادته السابقة.

## التركيب
«بوي فريند» هي أغنية آر أند بي متأثرة تستمر لمدة دقيقتين و50 ثانية، التي تتضمن عناصر من الموسيقى الصوتية، في حين ما زالت تواجه موسيقى الرقص الإلكترونية. كتبت الأغنية في مفتاح سي منخفض صغير
وإيقاعها 54 نضبة في الدقيقة. تبدأ الأغنية مع بيبر باستخدام تسجيل أدنى وغناء لاهت أثناء الراب، «إف آي واز يور بوي فريند، آيد نيفر ليت يو غو/ آي كان تيك يو بلايسز يو أيت نيفر بين بيفور/ بيبي، تيك أ تشانس أور يول نيفر إيفن نو/ آي غود موني إن ماي هاندس ثات آيد ريلي لايك تو بلو/ سواغ، سواغ، سواغ أون يو/ تشيلين، باي ذا فاير وايل وي إيتين بوندو.» كما يلي الكورس، إنه يتبنى طبقة صوتية مماثلة لمايكل جاكسون، ويغني عن كونه «إيفري ثينغ يو وأنت».

## قائمة التشغيل
- تحميل رقمي[2] / أسطوانة منفردة[5]

1. «بوي فريند» – 3:31

- تحميل رقمي – ريمكسات[5]

1. «بوي فريند» (راديو أوليفر تويزت) – 3:44
2. «بوي فريند» (نادي أوليفر تويزت) – 4:27
3. «بوي فريند» (الآتي الموسيقي أوليفر تويست) – 4:27
4. «بوي فريند» (راديو فايس) – 3:08
5. «بوي فريند» (نادي فايس) - 4:46
6. «بوي فريند» (الآتي الموسيقي فايس) – 4:46
7. «بوي فريند» (Joe Gauthreaux & Peter Barona Full Vocal Club) – 6:58
8. «بوي فريند» (Joe Gauthreaux Dark Dub) – 7:46

- تحميل رقمي – بوي فريند (ريمكس دادا لايف) - أغنية منفردة[6]

1. «بوي فريند» (ريمكس دادا لايف) – 5:32

## العاملون
التصوير
- تم التصوير في تشاليس ريكوردينغ ستوديوز، هوليوود، لوس أنجلوس وفي لندن، إنجلترا
- تم الميكساج في لارابي ستوديوز، بربانك، كاليفورنيا

الأفراد
- مايك بوسنر – كتابة الأغنية، منتج، لوحات المفاتيح
- جاستن بيبر – كاتب الأغنية، غناء
- ميسون «أم دى أل» ليفي – كاتب الأغنية، منتج
- ماثيو موستو (بلاك بير) – كاتب الأغنية، منتج غيتار
- كوك هاريل – منتج صوتي
- جوش غودوين – مهندس
- كريس «تي إي كي» أو'ريان – مهندس
- توماس كوليسن – مساعد مهندس
- ماني مروكين – ميكساج
- كريس كالاند – مساعد ميكساج
- ديل باروز – مساعد ميكساج
- بيني ستيل – تسجيل غيتار

## تاريخ الإصدار
| البلد            | التاريخ       | الشكل                | الماركة                                                 |
| ---------------- | ------------- | -------------------- | ------------------------------------------------------- |
| العالم           | 26 مارس 2012  | تحميل رقمي           | أر بى أم جى ريكوردز                                     |
| ألمانيا          | 20 أبريل 2012 | أسطوانة منفردة       | أر بى أم جى ريكوردز                                     |
| فرنسا            | 7 مايو 2012   | أسطوانة منفردة       | أر بى أم جى ريكوردز                                     |
| المملكة المتحدة  | 21 مايو 2012  | أسطوانة منفردة       | ميركوري ريكوردز                                         |
| الولايات المتحدة | 12 يونيو 2012 | تحميل رقمي — ريمكسات | آيلاند ريكوردز ريموند براون ميديا غروب سكول بوي ريكوردز |